# Euroliga 2010-11
La temporada 2010–11 de la Turkish Airlines Euroleague (la máxima competición de clubes de baloncesto de Europa) se disputó del 21 de septiembre de 2010 hasta el 8 de mayo de 2011 y fue organizada por la Unión de Ligas Europeas de Baloncesto (ULEB).
La sede de la Final Four 2011 fue el Palau Sant Jordi de Barcelona, que era la candidata prevista para 2012 pero se avanzó un año al retirarse Turín.

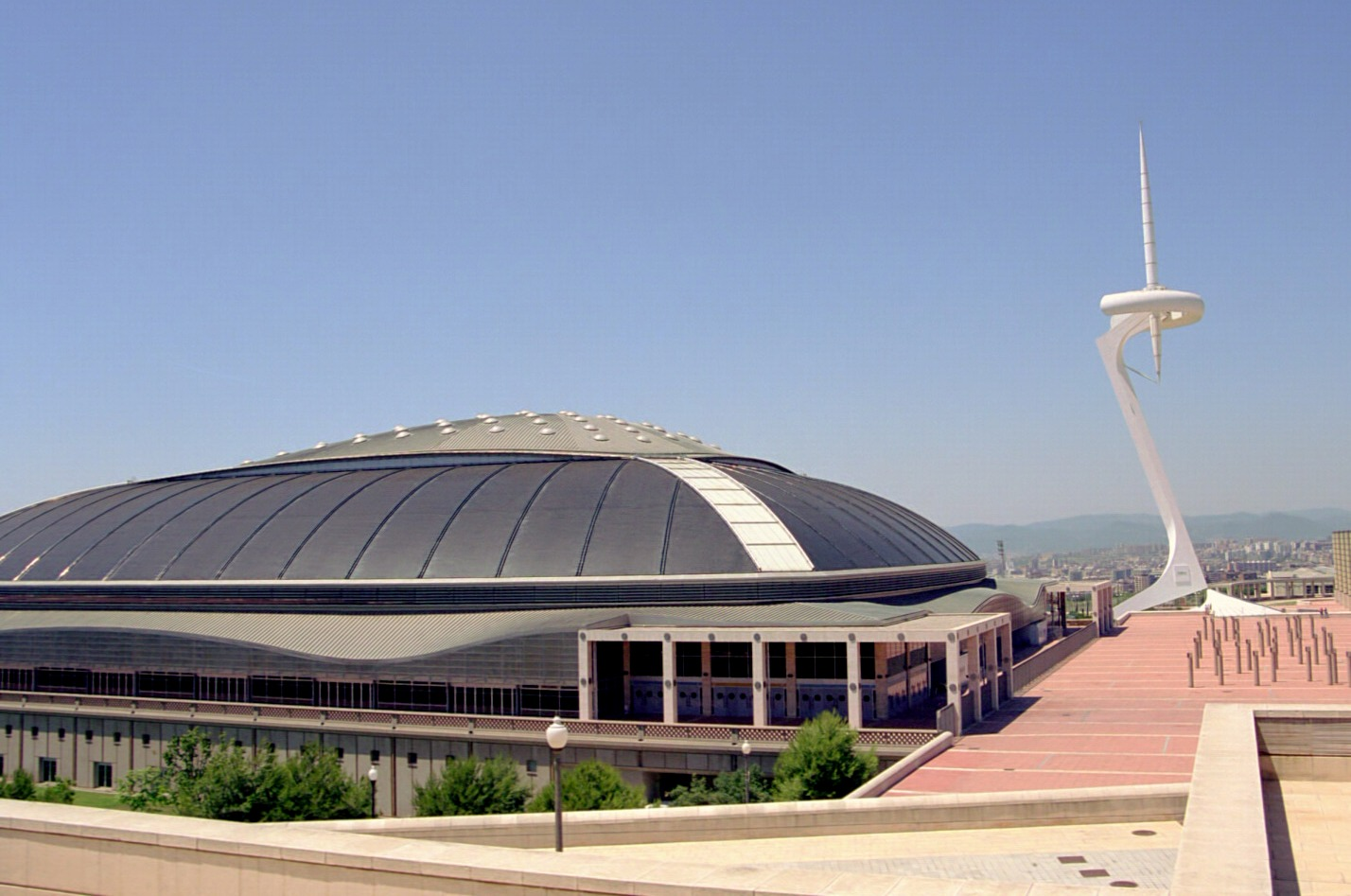
Palau Sant Jordi sede de la Final Four 2011.

## Fase previa

### Primera fase previa
El Equipo #1 juega como local en el primer partido, mientras que el Equipo #2 lo hace en el segundo partido.
| Equipo #1           | Agr.     | Equipo #2               | Par. 1º | Par. 2º |
| ------------------- | -------- | ----------------------- | ------- | ------- |
| Chorale Roanne      | 168–174  | ALBA Berlin             | 86–79   | 82–95   |
| Hapoel Gilboa Galil | 170–174  | KK Hemofarm             | 84–97   | 86–77   |
| GasTerra Flames     | 135–162  | UNICS Kazan             | 72–84   | 63–78   |
| Spirou Basket Club  | 150–141  | ČEZ Basketball Nymburk  | 79–68   | 71–73   |
| KK Budućnost        | 145–148  | ASVEL Lyon-Villeurbanne | 69–64   | 76–84   |
| Banvit BK           | 138–156  | Le Mans Sarthe Basket   | 72–78   | 66–78   |
| Pepsi Caserta       | 140–162  | BK Jimki                | 74–77   | 66–85   |
| Maroussi BC         | Walkover | BC Budivelnyk           |         |         |

### Segunda fase previa
El Equipo #1 juega como local en el primer partido, mientras que el Equipo #2 lo hace en el segundo partido.
| Equipo #1             | Agr.    | Equipo #2               | Par. 1º | Par. 2º |
| --------------------- | ------- | ----------------------- | ------- | ------- |
| ALBA Berlin           | 146–145 | KK Hemofarm             | 73–67   | 73–78   |
| Spirou Basket Club    | 146–144 | UNICS Kazan             | 75–69   | 71–75   |
| Le Mans Sarthe Basket | 148–146 | ASVEL Lyon-Villeurbanne | 85–75   | 63–71   |
| BC Budivelnyk         | 125–161 | BK Jimki                | 58–87   | 67–74   |

### Tercera fase previa
El Equipo #1 juega como local en el primer partido, mientras que el Equipo #2 lo hace en el segundo partido.
| Equipo #1             | Agr.    | Equipo #2   | Par. 1º | Par. 2º |
| --------------------- | ------- | ----------- | ------- | ------- |
| Spirou Basket Club    | 151–147 | ALBA Berlin | 81–77   | 70–70   |
| Le Mans Sarthe Basket | 122–157 | BK Jimki    | 56–70   | 66–87   |

## Equipos participantes
| País (Liga)       | Equipos | Equipos (posición en liga nacional en 2009-10) | Equipos (posición en liga nacional en 2009-10) | Equipos (posición en liga nacional en 2009-10) | Equipos (posición en liga nacional en 2009-10) | Equipos (posición en liga nacional en 2009-10) |
| ----------------- | ------- | ---------------------------------------------- | ---------------------------------------------- | ---------------------------------------------- | ---------------------------------------------- | ---------------------------------------------- |
| España (ACB)      | 5       | Caja Laboral Baskonia (1)                      | Regal FC Barcelona (2)                         | Real Madrid CF (1/2)                           | Unicaja Málaga (1/2)                           | Power Electronics Valencia (1/4)†              |
| Italia (Lega A)   | 3       | Montepaschi Siena (1)                          | Armani Jeans Milan (2)                         | Lottomatica Roma (1/4)                         |                                                |                                                |
| Grecia (ESAKE A1) | 2       | Panathinaikos BC (1)                           | Olympiacos BC (2)                              |                                                |                                                |                                                |
| Turquía (TBL)     | 2       | Fenerbahçe Ülker (1)                           | Efes Pilsen SK (2)                             |                                                |                                                |                                                |
| Lituania (LKL)    | 2       | BC Lietuvos Rytas (1)                          | BC Žalgiris Kaunas (2)                         |                                                |                                                |                                                |
| Rusia (PBL)       | 2       | PBC CSKA Moscú (1)                             | BK Jimki (2)                                   |                                                |                                                |                                                |
| Serbia (KLS)      | 1       | KK Partizan Belgrado (1)                       |                                                |                                                |                                                |                                                |
| Francia (LNB)     | 1       | Cholet Basket (1)                              |                                                |                                                |                                                |                                                |
| Alemania (BBL)    | 1       | Brose Baskets (1)                              |                                                |                                                |                                                |                                                |
| Croacia (A1 Liga) | 1       | KK Cibona Zagreb (1)                           |                                                |                                                |                                                |                                                |
| Eslovenia (SKL)   | 1       | KK Olimpija Ljubljana (2)                      |                                                |                                                |                                                |                                                |
| Israel (BSL)      | 1       | Maccabi Electra Tel Aviv (2)                   |                                                |                                                |                                                |                                                |
| Polonia (PLK)     | 1       | Asseco Prokom Gdynia (1)                       |                                                |                                                |                                                |                                                |
| Bélgica (BLB)     | 1       | Spirou Basket Club (1)                         |                                                |                                                |                                                |                                                |

†Como ganador de Eurocup 2009-10

## Primera fase
Los cuatro primeros de cada grupo alcanzaron el Top 16.
| Clave para los grupos                       |
| ------------------------------------------- |
| Equipos clasificados para la siguiente fase |
| Equipos eliminados                          |

### Grupo A
|    | Equipo                   | PJ | PG | PP | PF  | PC  | Dif |
| -- | ------------------------ | -- | -- | -- | --- | --- | --- |
| 1. | Maccabi Electra Tel Aviv | 10 | 9  | 1  | 799 | 700 | +99 |
| 2. | Caja Laboral Baskonia    | 10 | 5  | 5  | 809 | 784 | +25 |
| 3. | BC Žalgiris Kaunas       | 10 | 5  | 5  | 762 | 765 | -3  |
| 4. | KK Partizan Belgrado     | 10 | 5  | 5  | 658 | 717 | -59 |
| 5. | BK Jimki                 | 10 | 4  | 6  | 764 | 753 | +11 |
| 6. | Asseco Prokom Gdynia     | 10 | 2  | 8  | 689 | 762 | -73 |

|      | MACC  | BASK  | ŽALG  | PART  | KHIM  | PROK  |
| ---- | ----- | ----- | ----- | ----- | ----- | ----- |
| MACC | –     | 81−70 | 86−70 | 76−62 | 80−76 | 99−58 |
| BASK | 94−78 | –     | 88−92 | 87−71 | 89−81 | 75−81 |
| ŽALG | 68−71 | 89−95 | –     | 73−62 | 73−65 | 74−68 |
| PART | 54−67 | 74−71 | 68−62 | –     | 72−68 | 61−59 |
| KHIM | 76−78 | 64−60 | 93−89 | 92−65 | –     | 82−76 |
| PROK | 72−83 | 73−80 | 69−72 | 62−69 | 71−67 | –     |

### Grupo B
|    | Equipo             | PJ | PG | PP | PF  | PC  | Dif |
| -- | ------------------ | -- | -- | -- | --- | --- | --- |
| 1. | Olympiacos BC      | 10 | 7  | 3  | 805 | 730 | +75 |
| 2. | Real Madrid CF     | 10 | 6  | 4  | 734 | 664 | +70 |
| 3. | Unicaja Málaga     | 10 | 5  | 5  | 749 | 759 | -10 |
| 4. | Lottomatica Roma   | 10 | 5  | 5  | 735 | 770 | -35 |
| 5. | Brose Baskets      | 10 | 4  | 6  | 714 | 739 | -25 |
| 6. | Spirou Basket Club | 10 | 3  | 7  | 691 | 766 | -75 |

|      | OLYM  | RMAD  | UNIC  | ROMA   | BROS  | SPIR  |
| ---- | ----- | ----- | ----- | ------ | ----- | ----- |
| OLYM | –     | 82−66 | 93−66 | 89−82  | 86−69 | 86−78 |
| RMAD | 82−68 | –     | 68−56 | 72−50  | 83−81 | 94−45 |
| UNIC | 76−74 | 75−71 | –     | 104−83 | 70−72 | 84−73 |
| ROMA | 71−86 | 56−74 | 81−75 | –      | 83−65 | 95−83 |
| BROS | 73−61 | 82−75 | 65−69 | 67−68  | –     | 79−69 |
| SPIR | 67−80 | 67−49 | 79−74 | 55–64  | 75−61 | –     |

### Grupo C
|    | Equipo             | PJ | PG | PP | PF  | PC  | Dif  |
| -- | ------------------ | -- | -- | -- | --- | --- | ---- |
| 1. | Montepaschi Siena  | 10 | 8  | 2  | 787 | 661 | +126 |
| 2. | Fenerbahçe Ülker   | 10 | 7  | 3  | 795 | 723 | +72  |
| 3. | Regal FC Barcelona | 10 | 7  | 3  | 766 | 709 | +57  |
| 4. | BC Lietuvos Rytas  | 10 | 4  | 6  | 779 | 784 | -5   |
| 5. | Cholet Basket      | 10 | 4  | 6  | 705 | 774 | -69  |
| 6. | KK Cibona Zagreb   | 10 | 0  | 10 | 677 | 858 | -181 |

|      | MONT  | FENE  | FCBA  | LIET  | CHOL  | CIBN   |
| ---- | ----- | ----- | ----- | ----- | ----- | ------ |
| MONT | –     | 94−65 | 76−67 | 90−72 | 76−44 | 80−57  |
| FENE | 81−68 | –     | 69−75 | 86−69 | 93−61 | 100−70 |
| FCBA | 73−72 | 61−69 | –     | 69−55 | 76−62 | 80−66  |
| LIET | 75−79 | 75−81 | 88−87 | –     | 92−80 | 90−62  |
| CHOL | 61−70 | 82−78 | 77−84 | 73−69 | –     | 81−65  |
| CIBN | 66−82 | 68−73 | 75−94 | 77−94 | 71−84 | –      |

### Grupo D
|    | Equipo                     | PJ | PG | PP | PF  | PC  | Dif |
| -- | -------------------------- | -- | -- | -- | --- | --- | --- |
| 1. | Panathinaikos BC           | 10 | 7  | 3  | 802 | 703 | +99 |
| 2. | KK Olimpia Ljubljana       | 10 | 6  | 4  | 789 | 783 | +6  |
| 3. | Efes Pilsen SK             | 10 | 5  | 5  | 756 | 768 | -12 |
| 4. | Power Electronics Valencia | 10 | 5  | 5  | 689 | 695 | -6  |
| 5. | Armani Jeans Milán         | 10 | 4  | 6  | 737 | 766 | -29 |
| 6. | PBC CSKA Moscú             | 10 | 3  | 7  | 683 | 741 | -58 |

|      | PANA  | OLIM  | EFES  | VALE  | OMIL  | CSKA  |
| ---- | ----- | ----- | ----- | ----- | ----- | ----- |
| PANA | –     | 95−88 | 84–61 | 69–73 | 93−62 | 74−60 |
| OLIM | 85−84 | –     | 95−90 | 72–68 | 82−75 | 81−72 |
| EFES | 79−78 | 84−78 | –     | 79−63 | 82–74 | 86–72 |
| VALE | 56−72 | 78−77 | 62−56 | –     | 69–80 | 82–57 |
| OMIL | 71–81 | 72−76 | 84−70 | 60−75 | –     | 71–65 |
| CSKA | 68−72 | 65–55 | 78−69 | 73−63 | 73−88 | –     |

## Top 16
Los dos primeros de cada grupo alcanzan la ronda eliminatoria.

### Grupo E
|    | Equipo                | PJ | PG | PP | PF  | PC  | Dif |
| -- | --------------------- | -- | -- | -- | --- | --- | --- |
| 1. | Caja Laboral Baskonia | 6  | 4  | 2  | 468 | 437 | +31 |
| 2. | Panathinaikos BC      | 6  | 4  | 2  | 452 | 395 | +57 |
| 3. | BC Lietuvos Rytas     | 6  | 3  | 3  | 445 | 473 | -28 |
| 4. | Unicaja Málaga        | 6  | 1  | 5  | 414 | 474 | -60 |

|      | BASK  | PANA  | LIET  | UNIC  |
| ---- | ----- | ----- | ----- | ----- |
| BASK | –     | 77–70 | 86–89 | 78–63 |
| PANA | 76–74 | –     | 67–68 | 82–56 |
| LIET | 68–77 | 59–80 | –     | 70–65 |
| UNIC | 71–76 | 61–77 | 98–91 | –     |

### Grupo F
|    | Equipo                   | PJ | PG | PP | PF  | PC  | Dif |
| -- | ------------------------ | -- | -- | -- | --- | --- | --- |
| 1. | Regal FC Barcelona       | 6  | 6  | 0  | 471 | 402 | +69 |
| 2. | Maccabi Electra Tel Aviv | 6  | 3  | 3  | 511 | 442 | +69 |
| 3. | Lottomatica Roma         | 6  | 2  | 4  | 411 | 462 | -51 |
| 4. | KK Olimpia Ljubljana     | 6  | 1  | 5  | 394 | 481 | -87 |

|      | FCBA  | MACC  | ROMA  | OLIM   |
| ---- | ----- | ----- | ----- | ------ |
| FCBA | –     | 81–71 | 80–56 | 76–58  |
| MACC | 85–92 | –     | 99–58 | 104–67 |
| ROMA | 65–74 | 82–69 | –     | 63–64  |
| OLIM | 67–68 | 62–83 | 76–87 | –      |

### Grupo G
|    | Equipo               | PJ | PG | PP | PF  | PC  | Dif |
| -- | -------------------- | -- | -- | -- | --- | --- | --- |
| 1. | Real Madrid CF       | 6  | 5  | 1  | 460 | 423 | +37 |
| 2. | Montepaschi Siena    | 6  | 4  | 2  | 452 | 423 | +29 |
| 3. | Efes Pilsen SK       | 6  | 2  | 4  | 426 | 455 | -29 |
| 4. | KK Partizan Belgrado | 6  | 1  | 5  | 389 | 426 | -37 |

|      | RMAD  | MONT  | EFES  | PART  |
| ---- | ----- | ----- | ----- | ----- |
| RMAD | –     | 77–95 | 89–86 | 78–58 |
| MONT | 68–78 | –     | 88–76 | 77–74 |
| EFES | 60–77 | 60–58 | –     | 65–67 |
| PART | 56–61 | 58–66 | 76–79 | –     |

### Grupo H
|    | Equipo                     | PJ | PG | PP | PF  | PC  | Dif |
| -- | -------------------------- | -- | -- | -- | --- | --- | --- |
| 1. | Olympiacos BC              | 6  | 5  | 1  | 461 | 418 | +43 |
| 2. | Power Electronics Valencia | 6  | 3  | 3  | 449 | 438 | +11 |
| 3. | Fenerbahçe Ülker           | 6  | 3  | 3  | 456 | 462 | -6  |
| 4. | BC Žalgiris Kaunas         | 6  | 1  | 5  | 418 | 466 | -48 |

|      | OLYM  | VALE  | FENE  | ŽALG  |
| ---- | ----- | ----- | ----- | ----- |
| OLYM | –     | 77–62 | 70–84 | 78–64 |
| VALE | 79–85 | –     | 82–68 | 73–59 |
| FENE | 65–80 | 75–73 | –     | 80–72 |
| ŽALG | 64–71 | 74–80 | 85–84 | –     |

## Cuartos de final

### Cuarto de final 1
| 22 de marzo de 2011 | Caja Laboral Baskonia                                | 76–70        | Maccabi Electra Tel Aviv                   |                                                                        |  |
|                     | Parciales: 26–14, 20–18, 15–23, 15–15                |              |                                            |                                                                        |  |
|                     | Estadísticas Barać 17 Teletović 11 Huertas & Logan 5 | Pts Reb Asts | Estadísticas Hendrix 16 Hendrix 16 Pargo 4 | Pabellón: Fernando Buesa Arena, Vitoria Asistencia: 9.450 espectadores |  |

| 24 de marzo de 2011 | Caja Laboral Baskonia                                                       | 81–83        | Maccabi Electra Tel Aviv                                |                                                                        |  |
|                     | Parciales: 22–19, 24–19, 20–27, 15–18                                       |              |                                                         |                                                                        |  |
|                     | Estadísticas Batista & San Emeterio 17 San Emeterio & Teletović 8 Huertas 7 | Pts Reb Asts | Estadísticas Schortsanitis 22 Pargo 8 Pargo & Perkins 4 | Pabellón: Fernando Buesa Arena, Vitoria Asistencia: 9.700 espectadores |  |

| 29 de marzo de 2011 | Maccabi Electra Tel Aviv                              | 81–60        | Caja Laboral Baskonia                         |                                                                 |  |
|                     | Parciales: 24–23, 17–7, 28–15, 12–15                  |              |                                               |                                                                 |  |
|                     | Estadísticas Pargo 23 Schortsanitis 8 Schortsanitis 5 | Pts Reb Asts | Estadísticas Teletović 14 Batista 7 Huertas 5 | Pabellón: Nokia Arena, Tel Aviv Asistencia: 11.500 espectadores |  |

| 31 de marzo de 2011                        | Maccabi Electra Tel Aviv                | 99–77        | Caja Laboral Baskonia                              |                                                                 |  |  |
|                                            | Parciales: 25–23, 26–29, 28–10, 20–15   |              |                                                    |                                                                 |  |  |
|                                            | Estadísticas Pargo 26 Hendrix 8 Pargo 7 | Pts Reb Asts | Estadísticas Teletović 17 Batista 6 San Emeterio 7 | Pabellón: Nokia Arena, Tel Aviv Asistencia: 11.500 espectadores |  |  |
| Maccabi Electra Tel Aviv gana la serie 3–1 |                                         |              |                                                    |                                                                 |  |  |
|                                            |                                         |              |                                                    |                                                                 |  |  |

### Cuarto de final 2
| 22 de marzo de 2011 | Regal FC Barcelona                                                       | 83–82        | Panathinaikos BC                                   |                                                                     |  |
|                     | Parciales: 14–14, 23–21, 20–25, 26–22                                    |              |                                                    |                                                                     |  |
|                     | Estadísticas Navarro 13 Anderson, N'Dong & Perović 4 Lakovič & Navarro 3 | Pts Reb Asts | Estadísticas Diamantidis 26 Fotsis 8 Diamantidis 2 | Pabellón: Palau Blaugrana, Barcelona Asistencia: 6.779 espectadores |  |

| 24 de marzo de 2011 | Regal FC Barcelona                                  | 71–75        | Panathinaikos BC                                            |                                                                     |  |
|                     | Parciales: 17–10, 21–18, 19–28, 14–19               |              |                                                             |                                                                     |  |
|                     | Estadísticas Navarro 19 Anderson 6 Navarro & Sada 3 | Pts Reb Asts | Estadísticas Sato 18 Batiste, Fotsis & Sato 4 Diamantidis 5 | Pabellón: Palau Blaugrana, Barcelona Asistencia: 7.319 espectadores |  |

| 29 de marzo de 2011 | Panathinaikos BC                                       | 76–74        | Regal FC Barcelona                      |                                                                               |  |
|                     | Parciales: 16–13, 17–16, 22–20, 21–25                  |              |                                         |                                                                               |  |
|                     | Estadísticas Diamantidis 18 Tsartsaris 7 Diamantidis 7 | Pts Reb Asts | Estadísticas Rubio 16 Vázquez 11 Sada 4 | Pabellón: Pabellón Olímpico de Atenas, Atenas Asistencia: 19.000 espectadores |  |

| 31 de marzo de 2011                | Panathinaikos BC                                          | 78–67        | Regal FC Barcelona                                   |                                                                               |  |  |
|                                    | Parciales: 16–12, 18–21, 22–14, 22–20                     |              |                                                      |                                                                               |  |  |
|                                    | Estadísticas Calathes 12 Batiste & Fotsis 6 Diamantidis 5 | Pts Reb Asts | Estadísticas Vázquez 14 Morris & Vázquez 5 Lakovič 6 | Pabellón: Pabellón Olímpico de Atenas, Atenas Asistencia: 19.000 espectadores |  |  |
| Panathinaikos BC gana la serie 3–1 |                                                           |              |                                                      |                                                                               |  |  |
|                                    |                                                           |              |                                                      |                                                                               |  |  |

### Cuarto de final 3
| 22 de marzo de 2011 | Real Madrid CF                                           | 71–65        | Power Electronics Valencia                |                                                                 |  |
|                     | Parciales: 20–18, 13–14, 19–21, 19–12                    |              |                                           |                                                                 |  |
|                     | Estadísticas Tomić 14 Reyes 9 Llull, Prigioni & Suárez 3 | Pts Reb Asts | Estadísticas De Colo 15 Javtokas 6 Cook 8 | Pabellón: La Caja Mágica, Madrid Asistencia: 8.345 espectadores |  |

| 24 de marzo de 2011 | Real Madrid CF                             | 75–81        | Power Electronics Valencia               |                                                                  |  |
|                     | Parciales: 19–17, 19–18, 16–24, 21–22      |              |                                          |                                                                  |  |
|                     | Estadísticas Llull 18 Mirotić 7 Prigioni 7 | Pts Reb Asts | Estadísticas Cook 20 Savanović 10 Cook 6 | Pabellón: La Caja Mágica, Madrid Asistencia: 10.112 espectadores |  |

| 29 de marzo de 2011 | Power Electronics Valencia                  | 66–75        | Real Madrid CF                            |                                                                                |  |
|                     | Parciales: 19–17, 15–14, 17–17, 15–27       |              |                                           |                                                                                |  |
|                     | Estadísticas Savanović 21 Javtokas 8 Cook 8 | Pts Reb Asts | Estadísticas Fischer 19 Fischer 8 Llull 7 | Pabellón: Pabellón Fuente de San Luis, Valencia Asistencia: 9.000 espectadores |  |

| 31 de marzo de 2011 | Power Electronics Valencia             | 81–72        | Real Madrid CF                                |                                                                                |  |
|                     | Parciales: 17–14, 23–24, 19–17, 22–17  |              |                                               |                                                                                |  |
|                     | Estadísticas Cook 16 Javtokas 7 Cook 7 | Pts Reb Asts | Estadísticas Tomić 20 Veličković 5 Prigioni 6 | Pabellón: Pabellón Fuente de San Luis, Valencia Asistencia: 9.000 espectadores |  |

| 7 de abril de 2011               | Real Madrid CF                                               | 66–58        | Power Electronics Valencia                   |                                                                  |  |  |
|                                  | Parciales: 11–17, 29–25, 18–9, 8–7                           |              |                                              |                                                                  |  |  |
|                                  | Estadísticas Suárez & Tucker 12 Reyes & Suárez 10 Prigioni 4 | Pts Reb Asts | Estadísticas Savanović 19 Savanović 6 Cook 3 | Pabellón: La Caja Mágica, Madrid Asistencia: 12.093 espectadores |  |  |
| Real Madrid CF gana la serie 3–2 |                                                              |              |                                              |                                                                  |  |  |
|                                  |                                                              |              |                                              |                                                                  |  |  |

### Cuarto de final 4
| 22 de marzo de 2011 | Olympiacos BC                                           | 89–41        | Montepaschi Siena                                                                                |                                                                                    |  |
|                     | Parciales: 24–4, 23–5, 14–13, 28–19                     |              |                                                                                                  |                                                                                    |  |
|                     | Estadísticas Mavrokefalidis 15 Bourousis 12 Spanoulis 4 | Pts Reb Asts | Estadísticas Lavrinovič 12 Hairston, Stonerook & Zisis 4 Kaukėnas, McCalebb, Stonerook & Zisis 1 | Pabellón: Estadio de la Paz y la Amistad, El Pireo Asistencia: 10.000 espectadores |  |

| 24 de marzo de 2011 | Olympiacos BC                                                            | 65–82        | Montepaschi Siena                                       |                                                                                    |  |
|                     | Parciales: 12–20, 19–19, 20–22, 14–21                                    |              |                                                         |                                                                                    |  |
|                     | Estadísticas Mavrokefalidis 16 Mavrokefalidis 7 Papaloukas & Spanoulis 5 | Pts Reb Asts | Estadísticas Hairston 19 Hairston 11 Kaukėnas & Zisis 3 | Pabellón: Estadio de la Paz y la Amistad, El Pireo Asistencia: 13.000 espectadores |  |

| 29 de marzo de 2011 | Montepaschi Siena                             | 81–72        | Olympiacos BC                                       |                                                                     |  |
|                     | Parciales: 21–14, 18–23, 21–13, 21–22         |              |                                                     |                                                                     |  |
|                     | Estadísticas Jarić 24 Lavrinovič 7 Kaukėnas 3 | Pts Reb Asts | Estadísticas Nesterovič 16 Bourousis 6 Papaloukas 6 | Pabellón: Palasport Mens Sana, Siena Asistencia: 5.065 espectadores |  |

| 31 de marzo de 2011                 | Montepaschi Siena                           | 88–76        | Olympiacos BC                                                        |                                                                     |  |  |
|                                     | Parciales: 29–18, 21–18, 18–25, 20–15       |              |                                                                      |                                                                     |  |  |
|                                     | Estadísticas Hairston 25 Hairston 7 Zisis 6 | Pts Reb Asts | Estadísticas Bourousis & Gordon 16 Nesterovič 6 Gordon & Spanoulis 3 | Pabellón: Palasport Mens Sana, Siena Asistencia: 5.070 espectadores |  |  |
| Montepaschi Siena gana la serie 3–1 |                                             |              |                                                                      |                                                                     |  |  |
|                                     |                                             |              |                                                                      |                                                                     |  |  |

## Final Four

### Semifinales

#### Semifinal 1
| 6 de mayo de 2011 | Panathinaikos BC                                 | 77–69        | Montepaschi Siena                                |                                                                       |  |
|                   | Parciales: 17–21, 23–15, 16–11, 21–22            |              |                                                  |                                                                       |  |
|                   | Estadísticas Calathes 17 Batiste 7 Diamantidis 9 | Pts Reb Asts | Estadísticas Kaukėnas 13 Stonerook 14 McCalebb 4 | Pabellón: Palau Sant Jordi, Barcelona Asistencia: 16.008 espectadores |  |

#### Semifinal 2
| 6 de mayo de 2011 | Maccabi Electra Tel Aviv                | 82–63        | Real Madrid CF                                     |                                                                       |  |
|                   | Parciales: 14–12, 18–17, 23–18, 27–16   |              |                                                    |                                                                       |  |
|                   | Estadísticas Eidson 19 Eidson 8 Pargo 7 | Pts Reb Asts | Estadísticas Tomić 17 Reyes 14 Prigioni & Suárez 3 | Pabellón: Palau Sant Jordi, Barcelona Asistencia: 16.008 espectadores |  |

### Tercer lugar
| 8 de mayo de 2011 | Real Madrid CF                           | 62–80        | Montepaschi Siena                                  |                                                                       |  |
|                   | Parciales: 11–19, 21–17, 13–21, 17–23    |              |                                                    |                                                                       |  |
|                   | Estadísticas Llull 23 Tomić 7 Prigioni 5 | Pts Reb Asts | Estadísticas Lavrinovič 17 Raković 11 Lavrinovič 4 | Pabellón: Palau Sant Jordi, Barcelona Asistencia: 13.000 espectadores |  |

### Final
| 8 de mayo de 2011 | Maccabi Electra Tel Aviv                | 70–78        | Panathinaikos BC                                      |                                                                       |  |
|                   | Parciales: 15–22, 15–11, 13–21, 27–24   |              |                                                       |                                                                       |  |
|                   | Estadísticas Eidson 17 Eidson 7 Pargo 9 | Pts Reb Asts | Estadísticas Batiste 18 Fotsis & Sato 7 Diamantidis 9 | Pabellón: Palau Sant Jordi, Barcelona Asistencia: 15.768 espectadores |  |

| Campeones de la Euroleague 2010-11 |
| ---------------------------------- |
| Panathinaikos BC Sexto título      |

## Estadísticas Individuales

### Valoración
| Rank | Jugador               | Equipo                | Partidos | Valoración | Promedio |
| ---- | --------------------- | --------------------- | -------- | ---------- | -------- |
| 1    | Keith Langford        | BK Jimki              | 10       | 197        | 19,70    |
| 2    | Fernando San Emeterio | Caja Laboral Baskonia | 20       | 381        | 19,05    |
| 3    | Dimitris Diamantidis  | Panathinaikos BC      | 22       | 407        | 18,50    |
| 4    | Joel Freeland         | Unicaja Málaga        | 15       | 262        | 17,47    |
| 5    | Igor Rakočević        | Efes Pilsen SK        | 14       | 211        | 15,07    |

### Puntos
| Rank | Jugador            | Equipo                | Partidos | Puntos | Promedio |
| ---- | ------------------ | --------------------- | -------- | ------ | -------- |
| 1    | Keith Langford     | BK Jimki              | 10       | 187    | 18,70    |
| 2    | Bojan Bogdanović   | KK Cibona Zagreb      | 10       | 180    | 18,00    |
| 3    | Igor Rakočević     | Efes Pilsen SK        | 14       | 241    | 17,21    |
| 4    | Mirza Teletović    | Caja Laboral Baskonia | 20       | 309    | 15,45    |
| 5    | Vassilis Spanoulis | Olympiacos BC         | 20       | 284    | 14,20    |

### Rebotes
| Rank | Jugador           | Equipo               | Partidos | Rebotes | Promedio |
| ---- | ----------------- | -------------------- | -------- | ------- | -------- |
| 1    | Mirsad Türkcan    | Fenerbahçe Ülker     | 12       | 88      | 7,33     |
| 2    | James Gist        | KK Partizan Belgrado | 14       | 97      | 6,93     |
| 3    | Paulius Jankūnas  | BC Žalgiris Kaunas   | 16       | 110     | 6,88     |
| 4    | Ioannis Bourousis | Olympiacos BC        | 18       | 118     | 6,56     |
| 5    | Joel Freeland     | Unicaja Málaga       | 15       | 95      | 6,33     |

### Asistencias
| Rank | Jugador              | Equipo                     | Partidos | Asistencias | Promedio |
| ---- | -------------------- | -------------------------- | -------- | ----------- | -------- |
| 1    | Dimitris Diamantidis | Panathinaikos BC           | 22       | 137         | 6,23     |
| 2    | Marcelinho Huertas   | Caja Laboral Baskonia      | 20       | 111         | 5,55     |
| 3    | Omar Cook            | Power Electronics Valencia | 21       | 116         | 5,52     |
| 4    | Vassilis Spanoulis   | Olympiacos BC              | 20       | 85          | 4,25     |
| 5    | Vlado Ilievski       | KK Olimpia Ljubljana       | 15       | 61          | 4,07     |

## Nominaciones

### Primer quinteto ideal de la temporada
| Posición  | Jugador                | Equipo                   |
| --------- | ---------------------- | ------------------------ |
| Base      | Dimitris Diamantidis   | Panathinaikos BC         |
| Escolta   | Juan Carlos Navarro    | Regal FC Barcelona       |
| Alero     | Fernando San Emeterio  | Caja Laboral Baskonia    |
| Ala-pívot | Michael Batiste        | Panathinaikos BC         |
| Pívot     | Sofoklis Schortsanitis | Maccabi Electra Tel Aviv |

|  | MVP de la temporada |

### Segundo quinteto ideal de la temporada
| Posición  | Jugador            | Equipo                     |
| --------- | ------------------ | -------------------------- |
| Base      | Jeremy Pargo       | Maccabi Electra Tel Aviv   |
| Escolta   | Sergio Llull       | Real Madrid CF             |
| Escolta   | Vassilis Spanoulis | Olympiacos BC              |
| Ala-pívot | Duško Savanović    | Power Electronics Valencia |
| Pívot     | Kšyštof Lavrinovič | Montepaschi Siena          |

### MVP de la Final Four
| Posición | Jugador              | Equipo           |
| -------- | -------------------- | ---------------- |
| Base     | Dimitris Diamantidis | Panathinaikos BC |

### PremioAlphonso Fordal mejor anotador
| Posición | Jugador        | Equipo         |
| -------- | -------------- | -------------- |
| Escolta  | Igor Rakočević | Efes Pilsen SK |

### Mejor defensor
| Posición | Jugador              | Equipo           |
| -------- | -------------------- | ---------------- |
| Base     | Dimitris Diamantidis | Panathinaikos BC |

### Estrella emergente
| Posición  | Jugador        | Equipo         |
| --------- | -------------- | -------------- |
| Ala-pívot | Nikola Mirotić | Real Madrid CF |

### Jugador del mes
| Mes       | Jugador              | Equipo                   |
| --------- | -------------------- | ------------------------ |
| Octubre   | Goran Jagodnik       | KK Olimpia Ljubljana     |
| Noviembre | Chuck Eidson         | Maccabi Electra Tel Aviv |
| Diciembre | Dimitris Diamantidis | Panathinaikos BC         |
| Enero     | Juan Carlos Navarro  | Regal FC Barcelona       |
| Febrero   | Radoslav Nesterovič  | Olympiacos BC            |
| Marzo     | Jeremy Pargo         | Maccabi Electra Tel Aviv |

### Jugador de la jornada
| Jornada     | Jugador               | Equipo                     | Valoración |
| ----------- | --------------------- | -------------------------- | ---------- |
| 1           | Chuck Eidson          | Maccabi Electra Tel Aviv   | 30         |
| 2           | Marvis Thornton       | Efes Pilsen SK             | 29         |
| 3           | Dimitris Diamantidis  | Panathinaikos BC           | 31         |
| 4           | Berni Rodríguez       | Unicaja Málaga             | 36         |
| 5           | Sammy Mejía           | Cholet Basket              | 35         |
| 6           | Kšyštof Lavrinovič    | Montepaschi Siena          | 36         |
| 7           | Darius Washington     | Lottomatica Roma           | 31         |
| 8           | Ratko Varda           | Asseco Prokom Gdynia       | 31         |
| 9           | Bo McCalebb           | Montepaschi Siena          | 34         |
| 10          | Keith Langford        | BK Jimki                   | 42         |
| Top16 - 1   | Kenny Gregory         | KK Olimpia Ljubljana       | 30         |
| Top16 - 2   | Khalid El-Amin        | BC Lietuvos Rytas          | 29         |
| Top16 - 2   | Marcelinho Huertas    | Caja Laboral Baskonia      | 29         |
| Top16 - 3   | Lior Eliyahu          | Maccabi Electra Tel Aviv   | 30         |
| Top16 - 3   | D'or Fischer          | Real Madrid CF             | 30         |
| Top16 - 4   | Antonis Fotsis        | Panathinaikos BC           | 40         |
| Top16 - 5   | Marcelinho Huertas    | Caja Laboral Baskonia      | 30         |
| Top16 - 6   | Fernando San Emeterio | Caja Laboral Baskonia      | 37         |
| PlayOff - 1 | Richard Hendrix       | Maccabi Electra Tel Aviv   | 28         |
| PlayOff - 2 | Malik Hairston        | Montepaschi Siena          | 32         |
| PlayOff - 3 | D'or Fischer          | Real Madrid CF             | 27         |
| PlayOff - 3 | Marko Jarić           | Montepaschi Siena          | 27         |
| PlayOff - 4 | Malik Hairston        | Montepaschi Siena          | 31         |
| PlayOff - 5 | Duško Savanović       | Power Electronics Valencia | 23         |